# Natureza de Buda
A Natureza de Buda (ch.: 佛性; hg. 불성, bulseong; jap. 仏性 busshō; viet. phật tính; tib.: bde gshegs snying po) é uma doutrina importante para muitas escolas do budismo mahayana. A natureza búdica ou princípio búdico (Buddha-dhātu) é tida como a verdadeira, mas escondida, potência ou elemento imortal contido na mente que permite a iluminação e o tornar-se um buda. É uma característica presente em todos os seres sencientes e em todo o mundo físico e não-físico.
Existem interpretações conflitantes deste conceito no pensamento Mahayana. A ideia pode ser traçada até o pensamento abidármico, e em última instância à afirmações do Buda nos Nikayas. Outros termos para a natureza búdica são Tathāgatagarbha e Sugatagarbha.